# Wolfgang Dyck
Wolfgang Dyck (* 25. Juli 1930 in Berlin; † 16. Februar 1970 bei Hachenburg) war ein deutscher Evangelist.

## Leben
Dyck kam als uneheliches Kind zur Welt und verbrachte einen großen Teil seiner Kindheit in Heimen. Bereits als Jugendlicher beging er mehrfach Straftaten. Insgesamt verbrachte er elf Jahre seines Lebens in Strafvollzugsanstalten, vorwiegend wegen (Einbruchs-)Diebstahls im Gefängnis, zuletzt wegen Widerstands gegen die Staatsgewalt und Gefangenenmeuterei drei Jahre im Zuchthaus. In dieser Zeit beschäftigte er sich intensiv mit der Philosophie Nietzsches und unternahm einen Suizidversuch.
Nach seiner letzten Haftentlassung 1958 kam Dyck in einer Wohngemeinschaft der Heilsarmee unter und mit dem christlichen Glauben in Berührung. Nach längerer innerer Auseinandersetzung bekehrte er sich 1959, engagierte sich außer in der Heilsarmee auch im EC sowie im CVJM und begann auf der Straße, in Kneipen, Nachtlokalen und Discotheken, vor allem aber im Hamburger Hauptbahnhof das Evangelium zu predigen.
Dabei erregte Dyck großes öffentliches Aufsehen. Die Presse bezeichnete ihn unter anderem als „Schreihals Gottes“. Dabei lag er nicht immer auf der Linie der Amtskirche, es kam sogar vor, dass man versuchte, ihm bei Veranstaltungen in deren Räumlichkeiten das Wort zu entziehen.
Nach dem dreimonatigen Besuch einer Bibelschule setzte Dyck seine Evangelisationstätigkeit fort. In die Heilsarmee wurde Dyck nicht eingereiht, weil er eine Schreibmaschine auf Raten gekauft hatte. Im Januar 1968 wurde er aber vom CVJM-Westbund als Evangelist angestellt.
Nach seiner Bekehrung wurde Dyck einmal rückfällig, indem er in einem Kolonialwarengeschäft einen 50-Mark-Schein einsteckte. Diesen brachte er später zurück und gestand dem Ladeninhaber die Tat, der daraufhin von einer Strafanzeige absah.
Ums Leben kam Dyck zusammen mit seinem Assistenten Christoph Gölz bei einem Verkehrsunfall auf der Bundesstraße 414 (zwischen Herborn und Nister-Möhrendorf) auf dem Weg von einer Evangelisationsveranstaltung in Korbach zurück nach Hachenburg. Gölz fuhr auf einen unbeleuchtet auf der Straße stehenden LKW auf, beide waren sofort tot. Dyck hinterließ seine schwangere Frau und zwei Kinder.

## Veröffentlichungen
- Der grosse Auftrag: aus Predigten über den Missionsbefehl. 1979 ISBN 3-87857-152-9
- Einfälle, Ausfälle und sonstige Fälle. 1969 ISBN 3-87067-229-3
- Gottes Antwort auf die Schuld. 1979 ISBN 3-87739-617-8